# سیارک ۶۰۸۱
سیارک ۶۰۸۱ (به انگلیسی: 6081 Cloutis، نامگذاری:1981EE35) شش هزار و هشتاد و یکمین سیارک کشف شده‌است که در ۲ مارس ۱۹۸۱ کشف شد.
قدر مطلق سیارک برابر ۱۱.۲ است.